# Jason Islands
Jason Islands är öar i territoriet Falklandsöarna (Storbritannien). De ligger i den nordvästra delen av ögruppen, 220 km väster om huvudstaden Stanley.